# Wang Haibo
Wang Haibo (王海波S, Wáng HǎibōP; Qingdao, 23 settembre 1965) è un ex cestista cinese.

## Carriera
Ha disputato i Giochi olimpici di Los Angeles 1984, scendendo in campo in 6 occasioni e collezionando 14 punti totali.